# Fama de Luis XIV
La fama de Luis XIV o La Renommée du roi en su título original. Es una obra esculpida en mármol por el escultor barroco francés Antoine Coysevox.
El artista recibió el encargo, en 1699, de un grupo de dos temas ecuestres destinados a exaltar La fama del rey. Fueron situadas a la entrada del parque del Palacio de Marly.
El grupo fue esculpido en mármol de Carrara entre 1701 y 1702, el escultor subrayó sobre la inscripción del pedestal que la terminación de estos bloques monolíticos en el espacio de dos años fue una proeza. 
Mercurio, dios del comercio y de las artes, forma un grupo con la Fama montada sobre Pegaso, haciendo sonar la trompeta. Sobre un escudo, una alegoría representa la ascensión del nieto de Luis XIV, "Philippe d' Anjou", al trono de España.
En 1719 las esculturas fueron emplazadas en la entrada occidental del Jardín de las Tullerías donde en 1986 fueron reemplazados por copias, y los originales se conservan en el Louvre.

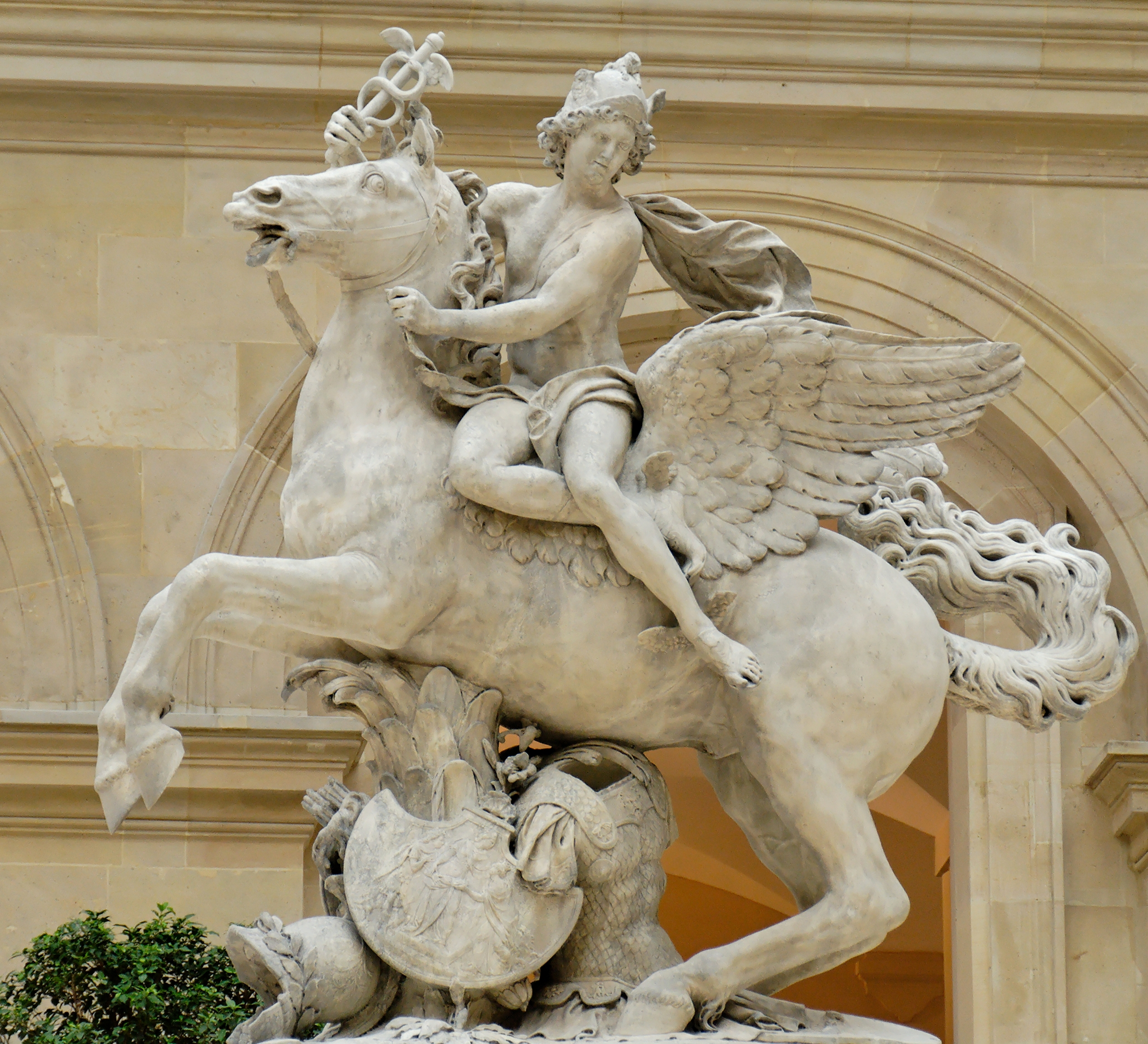
Mercurio sobre pegaso, que hace conjunto con La Fama.

- Datos: Q18153530
- Multimedia: Fame riding Pegasus by Antoine Coysevox / Q18153530